# Bailly-aux-Forges
Bailly-aux-Forges település Franciaországban, Haute-Marne megyében. Lakosainak száma 133 fő (2022. január 1.). Bailly-aux-Forges Laneuville-à-Rémy, Mertrud, Rachecourt-Suzémont, Vaux-sur-Blaise, Ville-en-Blaisois, Wassy, Dommartin-le-Franc, Dommartin-le-Saint-Père, Doulevant-le-Petit és La Porte-du-Der községekkel határos.

## Népesség
A település népességének változása:
| Lakosok száma | 131  | 121  | 124  | 130  | 133  | 136  | 143  | 143  | 145  | 133  |
|               | 1968 | 1982 | 1990 | 2006 | 2013 | 2015 | 2017 | 2019 | 2020 | 2022 |